# Typhlodromips auratus
Typhlodromips auratus är en spindeldjursart som beskrevs av De Leon 1966. Typhlodromips auratus ingår i släktet Typhlodromips och familjen Phytoseiidae. Inga underarter finns listade i Catalogue of Life.